# 贝尔福战役
贝尔福战役（法語：Siège de Belfort），是1870年11月3日至1871年2月18日普法战争期间，普鲁士军队对法国贝尔福市进行的为期104天的军事攻击和封锁。法国驻军一直坚持到1871年1月，直到法国和德意志帝国之间签署了停战协定，迫使法军在1871年2月18日放弃这个据点。

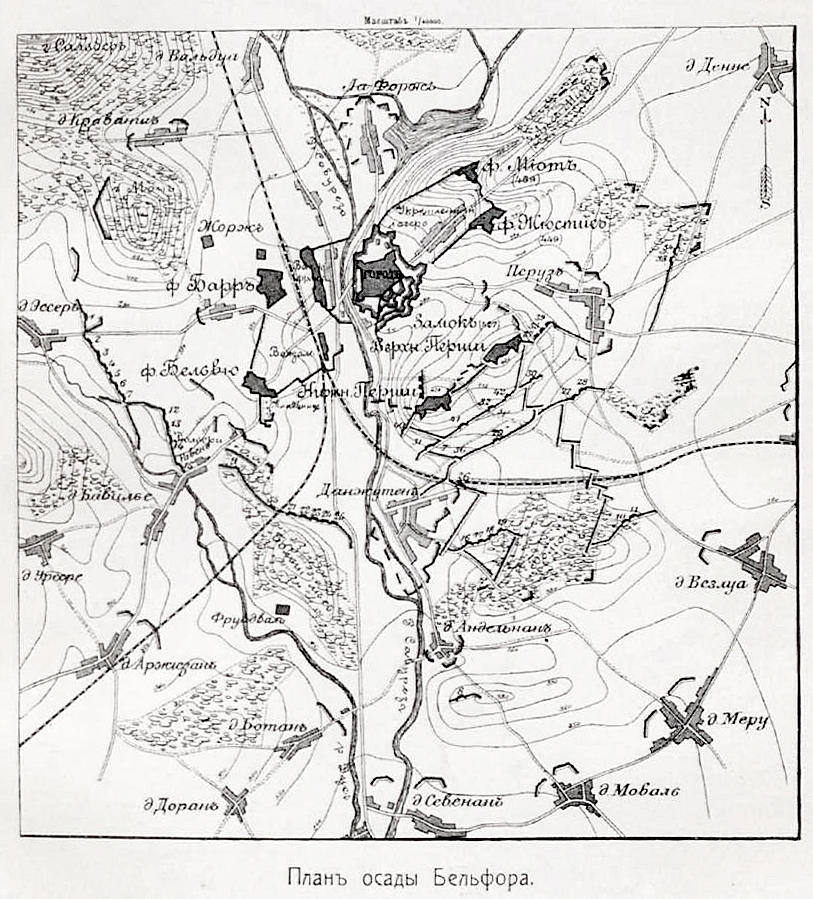
贝尔福战役时的地图

## 战役背景

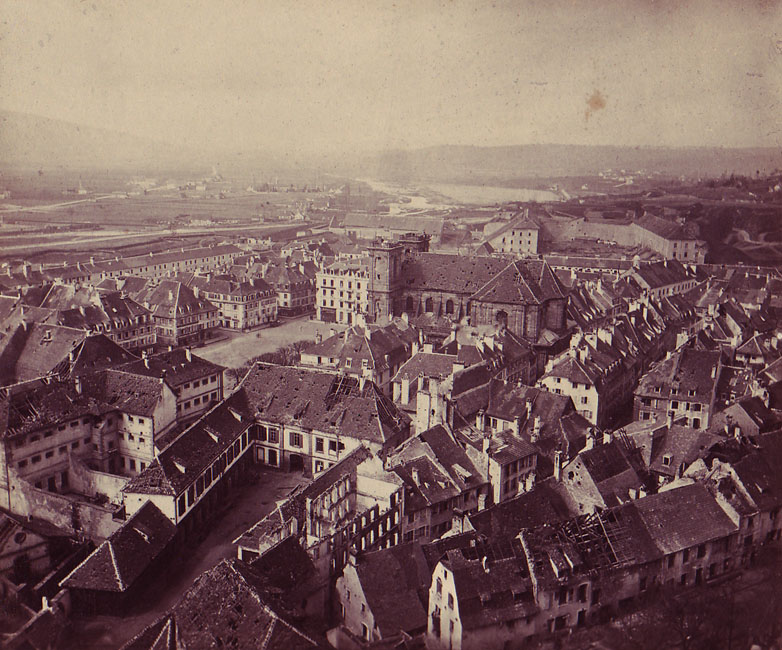
1870年时的贝尔福市

贝尔福是位于阿尔萨斯和法国中部之间的一个战略城市，位于孚日山和汝拉山之间。普法战争开始时，法国驻守在莱茵河的军队在阿尔萨斯北部被击溃。1870年9月28日，斯特拉斯堡围困战沦陷，使得利奥波德·卡尔·奥古斯特·威廉·冯·布莱梅领导的普鲁士军队得以向南攻打贝尔福，而贝尔福是普鲁士入侵法国中部之前的最后一道防线。贝尔福的指挥官皮埃尔·菲利浦·登费特·罗谢尔奥在听到普鲁士军队逼近的消息后，开始在城市周围修建防御工事，并扩建从前由塞巴斯蒂安·勒普雷斯特雷·德·沃邦修建的原有防御工事。

## 战役开始

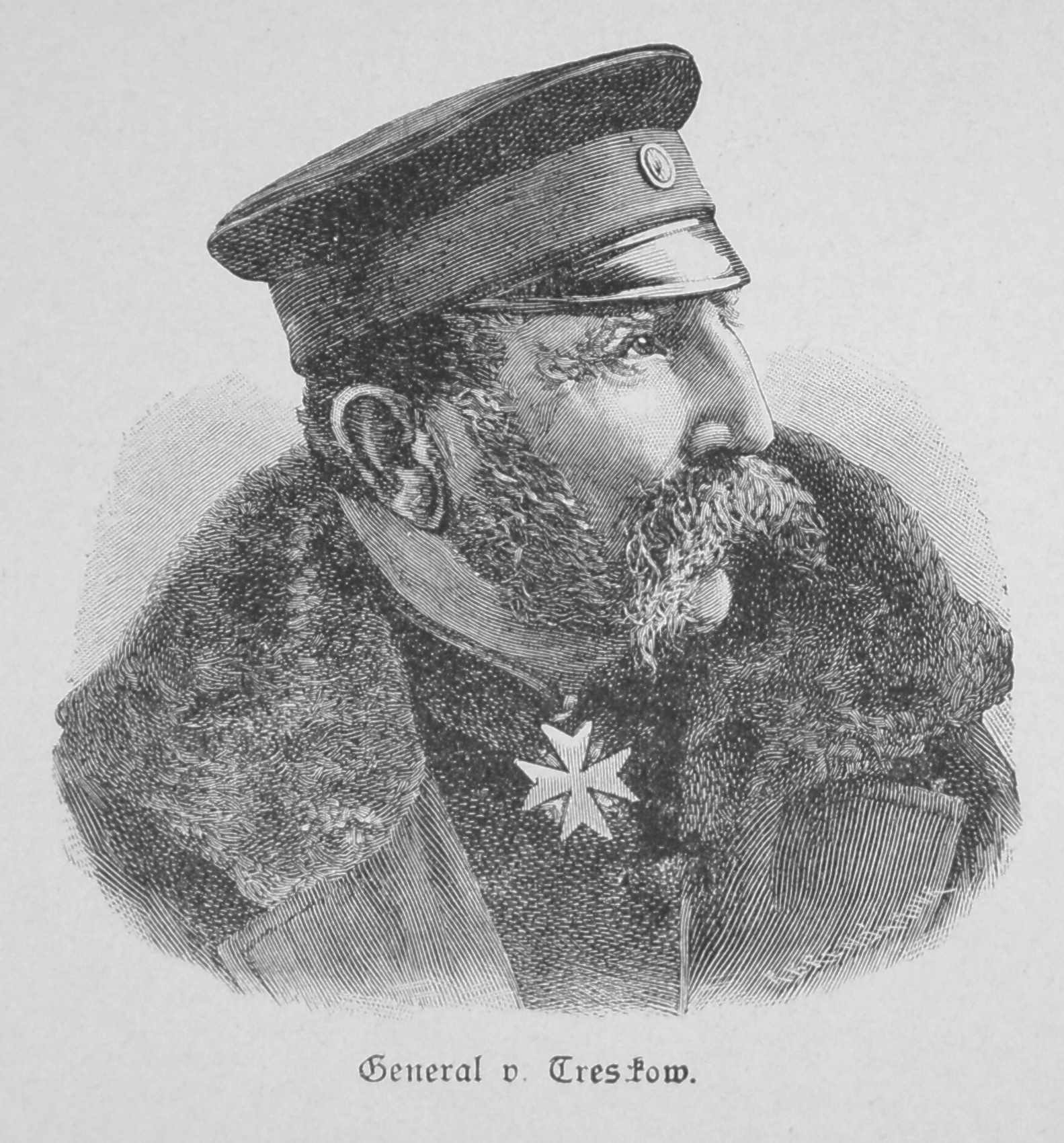
普鲁士将领乌多·冯·崔斯考（Udo von Tresckow）

在奥古斯特·威廉·冯·布莱梅和他的副手乌多·冯·崔斯考（Udo von Tresckow）的指挥下，普军的部队于11月3日抵达贝尔福地区，并占领了附近的村庄。但是，法军的顽强抵抗阻止了德国人对这座城市的有效包围。驻守在贝尔福的法国将领菲利浦·登费特·罗谢尔奥并沒有采取坚守地市的战略，反而率领1万5000名法军在普军的前进道路上进行伏击。在这一个月内，法军设法利用火炮的射程优势，在城外与普军进行游击战，导致普军一再要求后退，离开他们以前占领的村庄。而面对严酷的冬天气候，普军在准备攻城的后勤工作也进展缓慢。
直到12月3日，普军才能够用小口径火炮轰炸城镇，随后由于法军的强力反击，导致轰炸行动被中断。但是，从12月13日起，普军也开始向前推进，并占领了一些法军的据点和堡垒，使得普军能够对贝尔福进行密集的持续轰炸。当普军得到了新的炮弹增援时，轰炸城市的攻势更加猛烈，而且自1月初以来，驻守贝尔福的法军因为伤寒和疾病的流行而受到削弱。

### 解救贝尔福
1871年1月15日，法军将领查尔斯·丹尼斯·鲍巴基在布尔日组建了法国东方军团，打算解救贝尔福。丹尼斯·鲍巴基在率领军队沿着利萨因河进攻普军部队的同时，企图切断驻扎在法国东北部的普鲁士军队的后方补给线。但是，由于丹尼斯·鲍巴基的行动缓慢，使得威廉·冯·布莱梅有足够的时间在法军的进攻方向建立一条有效的防线。1月16日，法军在贝尔福附近对普军展开了攻势，导致了埃里库尔战役，在经过一天的互相炮击中，贝尔福内的驻军听到了充满解放希望的炮击声。尽管法军在指挥上并不完善，但还是成功击退了德军的部队。但是，与六个月前普法战争一样，法军高估了自己的实力，却低估了普军的实力。丹尼斯·鲍巴基因为陷入各种补给上的问题，导致法军退回到原来的位置，无法追求进一步的优势。到1月18日，丹尼斯·鲍巴基的部队被普军击退，被迫撤退到瑞士边境，贝尔福的解放希望也到此为止。
由于普军得到了新的增援部队和额外的设备，威廉·冯·布莱梅于是加紧攻城的准备工作。但是，威廉·冯·布莱梅对围攻的时间感到越来越不耐烦，1871年1月27日，他发动了一次不成熟的进攻，在没有充分的准备下，法军的强力反击使得这次进攻行动夺走了普军500人的生命，导致围攻行动被迫重新开始。在这种情况下，威廉·冯·布莱梅变的更加谨慎，开始以堑壕战的方式来解决问题，以适应其持续的劣势。2月8日，他成功地夺取了法军一个据点后，结束了继续围困的局势，为直接进攻城市铺平了道路。
普军连续83天动用200支大炮，每天发射5000多发炮弹，总共发射400000多发炮弹，这对当时来说是非常巨大攻势。但是，贝尔福内的驻军的抵抗力量并没有遭到严重削弱。

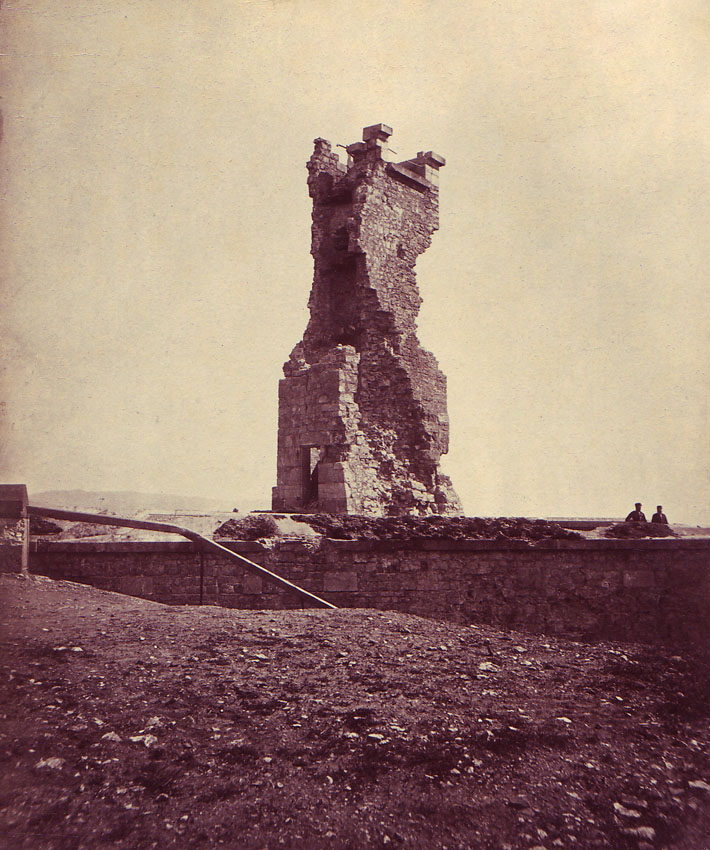
贝尔福市被轰炸后的建筑

2月15日，法国和德意志帝国签署了停战协定，法国国防政府首相阿道夫·梯也尔向驻守在贝尔福的菲利浦·登费特·罗谢尔奥发出紧急信息，命令他交出堡垒。在经过104天的封锁期间，贝尔福的法国驻军和人民表现出强烈的抵抗意志，贝尔福的军民对此感到非常骄傲。2月18日，停战协定生效后，法军与普军结束之间的敌对状态，贝尔福的卫戍部队带着通行证和他们的行李，并携带着武器大步出城向普军投降。
该城市最初由17,700名士兵和平民组成，其中4,750人伤亡，336名平民直接死于战斗，而该城镇几乎所有建筑物都受到轰炸的破坏。德国在围攻期间损失了大约2,000人。

## 结果
贝尔福原本是阿尔萨斯的一部分，在普法战役结束后，要求法国将阿尔萨斯地区割让给德意志帝国，但是，贝尔福的抵抗运动为阿道夫·梯也尔提供了一个机会，使他能够在谈判中保住贝尔福地区。根据《法兰克福条约》的条款，为了承认法国对贝尔福的保护，不同阿尔萨斯的其余地区，贝尔福及其周边地区没有移交给德意志帝国。

## 纪念

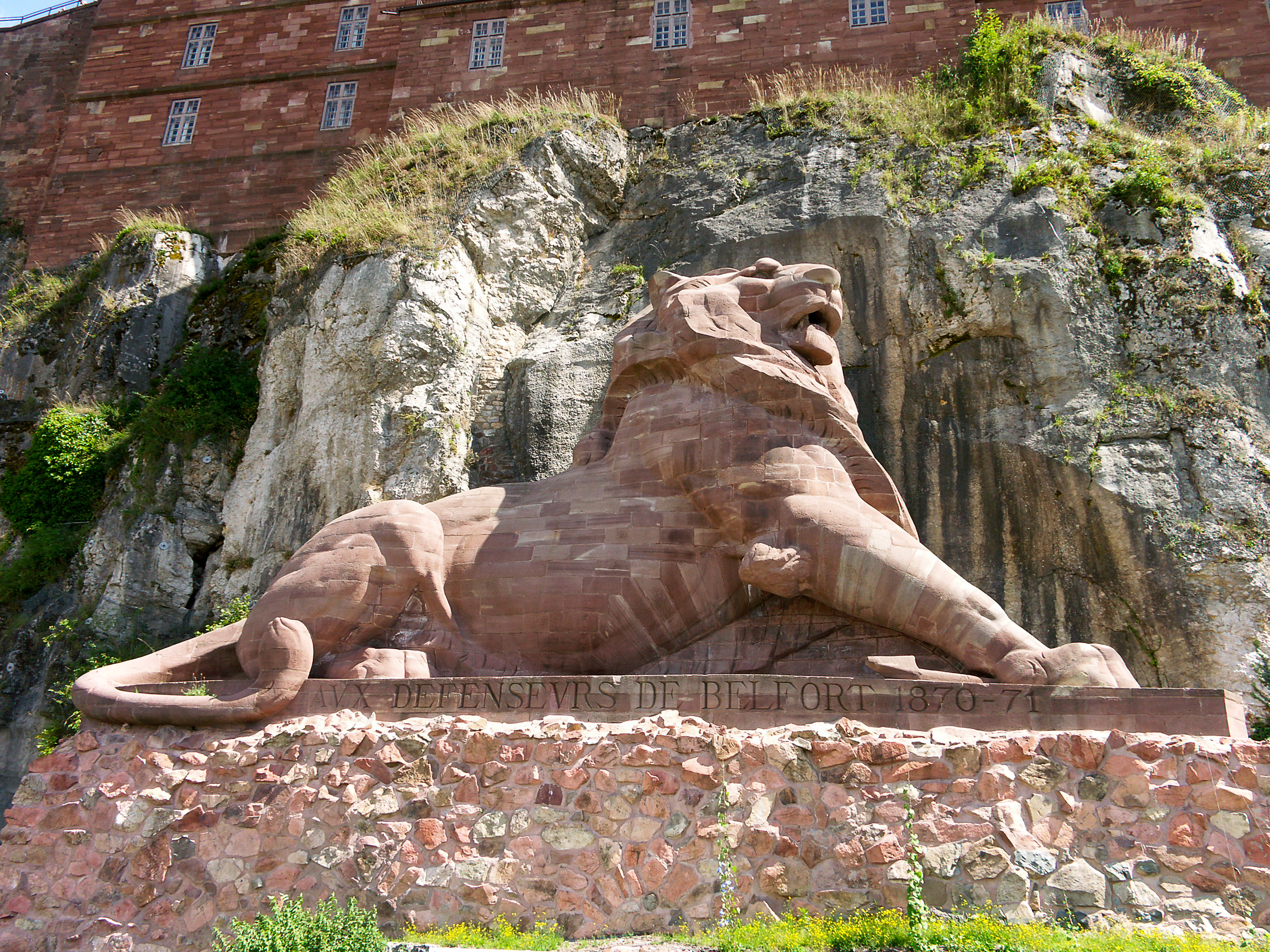
纪念贝尔福战役英勇抵抗的贝尔福狮子

为了表达对贝尔福的军民坚强抵抗的敬意，法国著名雕刻家弗雷德里克·奥古斯特·巴托尔迪为该城市雕刻一座俯瞰城市的「贝尔福狮子」纪念碑，1880年，「贝尔福狮子」雕塑举行了落成典礼，向保卫城市的人们致敬。
另一个记念贝尔福战役的纪念碑是布里萨赫郊区的莫比斯公墓的巨石。

## 備註
1. ↑  自1871年1月18日始